# Călărași
Călărași (pronunciació en romanès: [kələˈraʃʲ], la capital del comtat de Călărași a la regió de Muntènia, es troba al sud-est de Romania, a la riba del Danubi al costat de la comuna Borcea, a uns 12 quilòmetres de la frontera amb Bulgària 125 quilòmetres de Bucarest.
La ciutat és un centre industrial de fusta i paper, processament d'aliments, fabricació de vidre, tèxtils, producció d'equips mèdics i indústria pesant, l'últim representat per les siderúrgiques de Călărași. La ciutat es coneix col·loquialment com a "Capșa provinciei" (la Capșa de les províncies).

## Història

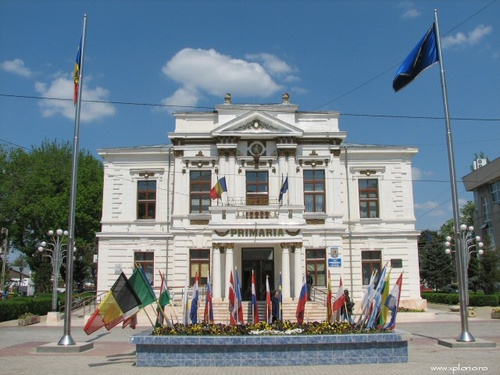
Antic ajuntament (construït entre 1886 i 1987)

El lloc d'un poble medieval, anomenat Lichirești de l'època de Miquel el Valent. Călărași va aparèixer per primera vegada el 1700 en un mapa dibuixat per Constantin Cantacuzino. Va rebre el seu nom després que el fessin els prínceps valacs, al segle XVII, una estació de "servei de missatgeria muntada" a la ruta de Bucarest a Constantinoble. El servei era operat per genets a cavall (els călărași). Es va expandir a una petita ciutat i el 1834 es va convertir en la capital del comtat circumdant.

## Transport
Călărași està connectat per les carreteres nacionals DN3, DN21, DN31 i DN3B. A més, A2 ("L'autopista del sol") té 3 sortides a Călărași, a Lehliu Gară (unes 50 km NW), Dragalina (uns 30 km N) i Fetești (uns 40 km NE). La ciutat es troba al setè corredor paneuropeu de transport (el riu Danubi) i és al costat del quart corredor paneuropeu de transport (Dresden – Constanța) a les 26 km. La ciutat està connectada per ferrocarril (taula 802 CFR). Les ciutats principals més properes són: Bucarest 120 km, Constanța 148 km, i Varna 155 km.

## Educació
La ciutat compta amb set escoles mitjanes i diverses escoles secundàries, inclòs el Col·legi Nacional Barbu Știrbei.

## Esports
Actualment, la ciutat està representada per Dunărea Călărași a la lliga de futbol de la Lliga II romanesa.

## Natius
- Ștefan Bănică Sr. (1933-1995), actor, cantant
- Mircea Ciumara (1943-2012), polític
- Vladimir Constantinescu (1895–1965), general
- Maria Cuțarida-Crătunescu (1857-1919), primera dona metgessa de Romania
- Daniel Florea (n. 1972), polític
- Petre V. Haneș (1879-1966), historiador de la literatura
- Dan Mateescu (1911-2008), enginyer, membre titular de l'Acadèmia Romanesa
- Barbu Nemțeanu (1887-1919), poeta
- Dragoș Protopopescu (1892–1948), escriptor, poeta

### Ciutats germanes
Călărași està agermanat amb:
| - Rivery, França - Nàpols, Itàlia - Royal Palm Beach, Florida, Estats Units d'Amèrica - Hengyang, Xina | - Zajecar, Sèrbia - Călărași, República de Moldàvia - Levy, Canadà - Silistra, Bulgària |

## Clima
El clima és continental amb una temperatura mitjana anual d'11,3 °C (52 °F). La temperatura més baixa registrada a Călărași va ser de −30.0 °C (−22 °F) el 9 de gener de 1938 i la màxima va ser de 41,4 °C (107 °F) el 10 d'agost de 1957.

## Població
El 2011, Călărași tenia 65.181 habitants, amb un 95,05% d'ells declarant-se romanesos i un 3,59% gitanos. Les comunes dels voltants (Modelu, Ostrov, Roseți, Grădiștea, Cuza-Vodă i Ștefan Vodă) junt amb Călărași són de gairebé 100.000 habitants.